# Heliophobus dissectus
Heliophobus dissectus là một loài bướm đêm trong họ Noctuidae.